# The Impossible: Mission TV Series - Pt. 1
The Impossible: Mission TV Series - Pt. 1 é um álbum de material inédito do grupo de hip-hop De La Soul. Contém material gravado durante vários anos (desde De La Soul Is Dead) e foi lançado pelo próprio selo do grupo: AOI Records. O título do álbum e a capa, são referências a popular série de TV  Missão Impossível. Existe um versão alternativa do álbum lançada exclusivamente para o público  japonês: The Impossible Mission: Operation Japan.

## Faixas

### Versão Original
1. Impossible Intro
2. Live @ The Dugout '87
3. Voodoo Circus (produzido por Supa Dave West)
4. Friends (produzido por J Dilla)
5. What The Fuck part one (De La Soul's Poster)
6. Go Out And Get It
7. Beef
8. Reverse Ya Steps (produzido por Oh No)
9. You Got It feat. Butta Verses
10. What The Fuck part two
11. Just Havin' A Ball
12. What If?
13. Relax!! (produzido por J Dilla)
14. Wasn't For You (Remix) (produzido por Ge-Ology) (a versão original pode ser encontrada no álbum "White People" do grupo Handsome Boy Modeling School)
15. Freestyle (Dat Shit) 2006
16. What The Fuck part three
17. Freedom Train (produzido por 9th Wonder)

### Versão Alternativa
1. Impossible Intro
2. Live @ The Dugout '87
3. Voodoo Circus (produzido por Supa Dave West)
4. Friends (produzido por J Dilla)
5. What The F*** #1
6. Go Out And Get I
7. Respect (produzido por Supa Dave West)
8. Beef
9. Reverse Ya Steps (produzido por Oh No)
10. You Got It feat. Butta Verses
11. What The F*** #2
12. Just Havin' A Ball
13. What If?
14. Relax!! (produzido por J Dilla)
15. Wasn't For You (Remix) (produzido por Ge-Ology)
16. The Corner
17. Freestyle (Dat Shit) 2006
18. What The F*** #3
19. Freedom Train
20. Live in Tokyo feat. SPD, KAN